# Фира
Фира је највећи град на острву Санторини. Град је уједно и седиште округа Санторини и истоимене општине. Фира је изграђен на „ободу” калдере, на надморској висини од око 250 метара и према пописа из 2011. године има 1616 становника. Град је светски  познат по својим белим кућицама и положају са кога се пружа нестваран поглед на околину и вулканску калдеру тако да га посећују  милиони туриста из целог света. Велики бродови за крстарење (крузери) свакодневно су усидрени  у малој луци у подножују Фире, а која је повезана са градом како вијугавом пешачком стазом тако и савременом жичаром.

## Историја
Насеље Фира је основано крајем 18. века, када су становници почели да напуштају стару престоницу, замак Скарос који се налазио на подручју данашњег Имеровиглиа и који је био оштећен земљотресом.  
Турци владају градом до осамостаљења Грчке 1821. године. 
9. јула 1956. град је и сам делимично разорен земљотресом на Аморгосу и већина аутохтоног становништва је емигрирала ка континенталној Грчкој.
У граду се налази и археолошки музеј у коме се чувају познати минојски артефакти.
Повремене вулканске ерупције и земљотреси се дешавају и дан-данас. Последњих деценија острво се брзо развија захваљујући међународном туризму.

## Катедрале
У граду Фира је седиште и православне и католичке митрополије Санторинија.

### Православна саборна црка
Православна саборна цеква је храм црква Сретења Господњег и првобитни храм је подигнут 1827. године. Црква је уништена у разорном земљотресу 1956. године и на њеном месту је подигнута садашња црква.

### Католичка катедрала
Католичка катедрала је саграђена 1823 године и  се налази у католичкој четврти града Фире и посвећена је Светом Јовану Крститељу . Изворни храм је такође био тешко оштећен у земљотресу 1956. године, али је 1970. године обновљен. Зграда је барокне архитектуре, а боје су јој комбинација сиве, плаве и беж.

## Саобраћај
Међународни аеродром Санторини је удаљен 6 километара од града Фире и са градом је повезан редовном аутобуском линијом. Град је иначе полазиште и за све друге аутобуске линије јавног превоза према Периси, Ији, Имеровиглију, Пиргосу и другим насељима на острву.